# Joan Gay
Joan Gay i Planella (Barcelona, 18 de marzo de 1868 - Buenos Aires, 1926) fue un compositor de Cataluña, España, colaborador del Orfeón Catalán. Desarrolló su carrera en Cataluña, Cuba y Argentina, además de publicar en Francia y volumen de canciones populares con el texto original en catalán y traducidas al francés. Fundó y tuvo responsabilidades en diversos organismos, como por ejemplo la Institución Catalana de la Música, en 1897. Dirigió el Orfeó Catalunya Nova, el Orfeó Català de La Habana y la Academia de Bellas Artes de Corrientes, en Argentina. Compuso también diversas zarzuelas. Su esposa, María Gay, fue una cantante de ópera que desarrolló su carrera en importantes teatros del mundo.